# Saab 17
Le Saab 17 est un avion de guerre produit par le constructeur aéronautique Saab, entre 1940 et 1944, spécialisé dans les missions de reconnaissance et de bombardement.

## Design et développement
Après l'acquisition en 1937 du constructeur aéronautique suédois ASJA, Saab reprend à son compte le projet L-10 tout métal des années 1930 sous la désignation Saab 17. Le prototype, équipé du Bristol Mercury XII de 880ch d'un Junker 86, fait son vol initial au printemps 1940. 
Deux avions prototypes, nommés L-10, sont commandés, le premier propulsé par un Bristol Mercury XII de 880 ch construit par Nohab et le second par un Pratt & Whitney R-1830 Twin Wasp de1 065 ch. 
L'avion est dérivé en trois possédant une motorisation différente : le premier avion de production, le B17A, utilise un Pratt & Whitney Twin Wasp construit en Suède, le B17B est propulsé par un Bristol Mercury XXIV de Svenska Flygmotor AB (SFA) et le B17C par un Piaggio P.XI (en). La version bombardier sera désignée B17, du suédois bomb, et la version de reconnaissance S17, du suédois spaning.

## Caractéristiques
Les ailes furent renforcées pour permettre des missions de bombardement en piqué et de reconnaissances. Comme il y avait une pénurie de moteurs à l'époque, les avions volèrent jusqu'à leur destination, où les moteurs furent retirés et stockés pour être utilisés lors de la prochaine livraison. Contrairement à ce que laisse penser la photographie (sur votre droite), les jambes des trains se replient vers l'arrière contre l'intrados pendant le vol. Ils peuvent également être entièrement déployés en vol : leur imposant carénage sert permet de les utiliser comme aérofreins, une caractéristique unique propre au Saab 17. L'avion pouvait être équipé de roues, de skis ou de flotteurs.
Niveau armement, outre ses deux mitrailleuses de 8 mm intégrées à la voilure, il possédait une mitrailleuse arrière ksp m/22R de 8 mm. 500 à 680 kg de bombes pouvaient être chargés dans la soute (intégrée au fuselage) ainsi que sur deux pylônes situés sous la voilure.

## Histoire opérationnelle
Le premier vol d'essai eut lieu le 18 mai 1940 et les premières livraisons à la Flygvapnet (l'armée de l'air suédoise) ont eu lieu en 1942. Cependant, le développement des turboréacteurs écourta son temps de service, mais lorsque le B17 termina cessa d'être utilisé dans l'armée de l'air suédoise en 1947-50, 46 ont été vendus à l’Éthiopie, où il restèrent en service jusqu'en 1968. Deux B17A furent vendus à la Finlande en 1959 et 1960, servant de remorqueurs de cible pour l'armée de l'air finlandaise, tous deux succombant à des accidents assez rapidement. Pendant quelques mois, à partir du début de l'année 1945, 15 B 17A furent livrés à la Danforce (brigade danoise de 5 000 hommes stationnée en Suède). Cependant, au fur et à mesure que la guerre se terminait, ils ne connurent aucun affrontement pour la libération du Danemark, et tous les avions furent retournés à la Flygvapnet quelques mois après la reddition de l'Allemagne.

## Versions
- B17A : équipé d'un puissant moteur en étoile Pratt & Whitney R-1830-S1C3G de 14 cylindres, construit sous licence rétroactive, développait 1 200 ch (882 kW). Il fut produit à 132 exemplaires spécialisés dans le bombardement en piqué et l'attaque au sol.
- B17B : construit à 55 exemplaires et motorisé par un Bristol Pegasus XXIV de 994 ch (731 kW), il servit surtout de bombardier grâce au système de visée Saab M41.
- S17BL et S17BS : versions configurées pour des missions de reconnaissance, respectivement en train roulant (du mot land, terre) et en flotteur (du mot sjö, lac). L'usine produisit 38 appareils.
- B17C : mû par un moteur Piaggio P.XI.bis RC-400 de  1 035 ch (761 kW), 77 exemplaires furent assemblés pour des missions de bombardement.

## Utilisateurs
- Svenska flygvapnet - armée de l'air suédoise (1942 - 1950)
- Force aérienne éthiopienne (1947 - 1968), 46 exemplaires suédois de B17C en fin de service.
- Suomen ilmavoimat - armée de l'air finlandaise (1959 - 1960), deux B17A servant de cible.
- Österreichische Luftstreitkräfte, un exemplaire utilisé comme cible.

### Ordre de désignation
Saab B3 - Saab B5 - Saab 17 - Saab 18 - Saab 21 - Saab 29 - Saab 32 - Saab 35 - Saab 37 - Saab 39